# Азорина
Азорина (Azorina) — монотипный род растений семейства Колокольчиковые (Campanulaceae).
Единственный вид, Азорина Видаля (Azorina vidalii), — эндемик Азорских островов. Ранее вид относился к роду Колокольчик (Campanula) и назывался Колокольчик Видаля (Campanula vidalii).

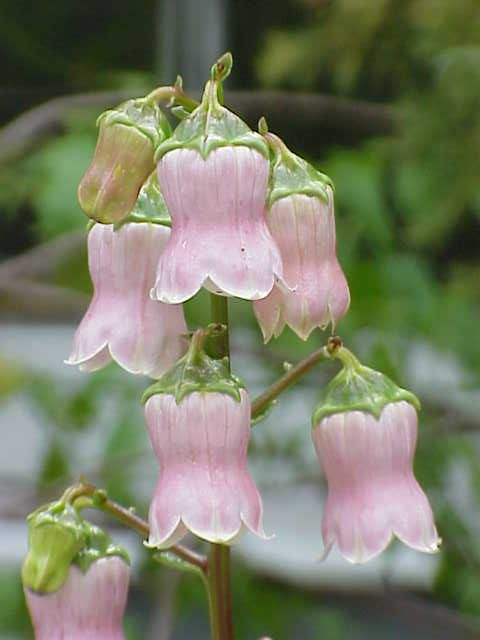
Азорина Видаля

Вечнозелёный кустарник, достигающий размеров от 80 до 150 см. Листья супротивные, глянцевые, средне-зелёные, ложковидные, зубчатые, покрыты жилками, длиной 5—15 см, густо расположены к концам ветвей. Рыхлые кисти с большим количеством свисающих колокольчатых цветков, имеющими талию, светло-сиреневыми или розовыми, длиной 5 см длиной.
Занесён в список Конвенции о сохранении европейской дикой природы и природных местообитаний (Бернская конвенция).
Azorina vidalii изображена на марке Азорских островов 2002 года.